# La Salle (Minnesota)
La Salle è un comune degli Stati Uniti d'America, situato nello Stato del Minnesota, nella Contea di Watonwan.